# Странац (роман)
Странац (фр. L’Étranger) је новела из 1942. године коју је написао француски писац Албер Ками. Први Камијев роман објављен за његовог живота,  прати Мерсоа, равнодушног насељеника у француском Алжиру, који недељама након сахране своје мајке убија неименованог Арапа. Прича је подељена на два дела, представљајући Мерсоов наратив у првом лицу пре и после убиства.
Ками је завршио почетни рукопис до маја 1941., са ревизијама које су предложили Андре Малро, Жан Полан и Рејмон Кено, а које су усвојене у коначној верзији. Оригинално прво издање новеле на француском језику објављено је 19. маја 1942. од стране Галимарда, под оригиналним насловом; појавио се у књижарама од тог јуна, али је био ограничен на почетних 4.400 примерака, толико мало да није могао да буде бестселер. Објављен током нацистичке окупације Француске, пуштен је у продају без цензуре или пропуста од стране немачких окупатора.
Почео је да се објављује на енглеском од 1946. године, прво у Уједињеном Краљевству, где му је наслов промењен у The Outsider да би се избегла забуна са преводом истоименог романа Марије Кунцевичове; након што је објављена у Сједињеним Државама, новела је задржала свој оригинални назив, а британско-америчка разлика у насловима је опстала у наредним издањима. Странац је стекао популарност међу антинацистичким круговима након што је био фокус чланка Жан-Пола Сартра из 1947. „Explication de L'Étranger“ („Анализа странца“).
Сматран класиком књижевности 20. века, Странац је добио критичко признање за Камијев филозофски поглед, апсурдизам, синтаксичку структуру и егзистенцијализам (упркос Камијевом одбацивању етикете), посебно у последњем поглављу. Le Monde је Странца рангирао као број један у својих 100 књига 20. века. Новела је два пута адаптирана за филм: Lo Straniero (1967) и Yazgı (2001), видела је бројне референце и омаже на телевизији и у музици (посебно „Killing an Arab" од The Cure), и препричавана је из перспективе неименованог брата Арапа у роману Истрага Мерсоа аутора Камела Дауда из 2013.

## Радња
У строго књижевноуметничком смислу роман „Странац“ најбоље је Камијево дело. То је прича о чиновнику Мерсоу, који добија обавештење да му је умрла мајка. Он одлази на сахрану, али људи се чуде његовом „хладном“ држању: није се расплакао, мајку није желео чак ни да види, размишљао је једино о томе да је мајка живела како је могла и да себи нема шта да пребацује. Када се вратио са сахране, пошао је на плажу, сусрео девојку Марију, с којом је радио, и која му је била симпатична, па када се установило да је симпатија обострана, она долази к њему. Након тога увучен је у свађу свог суседа Ремона, с којим ускоро одлази у викендицу на плажи.
Рејмон се потужи да га гони група Арапа, те избија туча, Ремон је повређен и жели да се освети. Мерсо га, тада, наговори да му преда пиштољ, да не би било веће невоље. Али, на плажи, у шетњи, Мерсо сусреће Арапина који је кренуо ножем на њега. Заслепљен сунцем, Мерсо у њега пуца и убије га.
Други део романа посвећен је Мерсоовом боравку у затвору, те опису његовог несхватања озбиљности ситуације. Његова девојка, Марија, посећује га, а тужилаштво се распитало о његовом животу, па на суђењу непрестано наглашава како је безосећајан, јер није плакао за мајком и исти је дан нашао љубавницу. Измишљена је читава тобожња завера са Ремоном о убиству с предумишљајем, и Мерсо је, на крају, осуђен на смрт.
Затвор, суђење, па и пресуду, Мерсо прима смирено, не схватајући да се све то догађа њему и у томе је сам себи „странац“. Једино се разјари када му исповедник нуди утеху: у гневу тада спомиње да су га заправо осудили јер није плакао за мајком, да га дубински не разумеју јер није живео у илузијама, и да му је на крају свеједно, јер је проживео живот онако како је могао, ослобођен илузија. Закључује зато да, ако га гомила дочека повицима мржње пре погубљења, то ће га на неки начин учинити чак и срећним.
Тумачења овог романа најчешће су упозоравала на сродност са Сартровом филозофијом, и то је у великој мери тачно. Жан Пол Сартр му је, заиста, филозофски близак. Али, подједнако је тачно да је „Странац“ готово моралистичка осуда правосуђа. У том смислу ради се, заправо, о судски крајње неправедној казни - Мерсо није убио с предумишљајем - па долази до изражаја апсурд правног поступка. Мерсоу суде људи који га напросто не разумеју: оно што се њима чини безосећајно, заправо је подједнако могло произаћи из праве осећајности која се једино не жели изразити очекиваном „глумом“; немали број људи плаче на сахрани једино зато сто се то од њих очекује.
Мерсо, тако, јесте „странац“ у свету навика и обичаја, али његово понашање је доследно његовом увиду у реалност живота и његовом карактеру. Њему се напросто догодио „трагичан случај“ какав се свима лако може догодити, једино што је он, овај пут, имао несагледиве последице; на крају га је тобожња правда осудила на смрт без правог разлога. Али Ками га не осуђује, нити жели да то ми чинимо.
Темељна вредност Камијевог романа је, ипак, у стилу: управо због једноставног, а изузетно упечатљивих излагања одлично је оцртан како један лик - можда и тип човека - тако и расположење, па и целокупна атмосфера непредвидивог и бесмисленог низа случајности које тако често управљају нашим животима.
Занимљиво је, међутим, да се појам апсурда почео користити и као ознака одређене позоришне технике, такве технике каква заправо значи својеврсно довршење авангарде, а истовремено директно уводи и поступке које ће преузети постмодернизам.

## Ликови
Мерсо – главни лик романа који је уједно и приповедач. Необичан млади човек, нижи чиновник чији је живот једноставан и испразан. Живи мирно и изоловано од других. Није осећајан и верује како не може да се супротстави судбини па јој се због тога само препушта. Код њега ништа не може да пробуди емоције, ни љубав, ни бол, као ни другарство, злочин и смртна пресуда. Његов живот је устаљен и он не тежи никаквим променама, а то може да се закључи по томе што не жели да напредује на послу и да унесе промене у свом самачком животу. На крају бива осуђен због убиства које је починио у самообрани. Лик Мерсоа заправо је осуда човека који живи у савременом животу и коме је навећа казна то што не осећа ни бол ни лепоту живота.
Мари Кардона – Мерсоова блиска другарица и некадашња сарадница. Радила је као дактилографкиња. Она и Мерсо су се срели након дуго времена и врло брзо су се зближили и започели љубавну везу. Остала је уз њега чак и током суђења.
Саламано – Мерсоов најбољи друг. Већину времена је проводио са својим псом. Иако га је увек називао погрдним речима и тврдио да га мрзи, он и пас су били нераздвојни. Иако је тукао пса после његовог угинућа дуго је патио за њим.
Рејмонд – Мерсоов сусед и друг. Био је љубоморан, нагао и свадљив. Тукао је своју девојку, а она је њега називала сводником. Био је импулсиван и насилан. Више пута је искоришћавао Мерсоа кога сваки пут убеђује да му помогне.
Масон и његова жена – Рејмондови другари који су имали викендицу. Рејмонд, Мерсо и Мари су били код њих на мору када се десило убиство. Масон је током суђења сведочио о Мерсовој доброти.

## Филозофија апсурда Албера Камија
Да би се боље схватило књижевно дело Странац потребно је знати неколико главних обележја филозофије Албера Камија.
- 1. Стална човекова разапетост између разних противречности и одлуке (избора) да или не.
- 2. Две одређујуће константе у његовој филозофији су апсурд и револт или побуна.
- 3. Наглашена је усамљеност и отуђеност човека и коначност људског живота.
- 4. Присутан је осећај изгубљености јер се живот не може јасно сагледати.
- 5. Апсурдност је условљена и свешћу о смрти, о неминовности смрти која се доживљава као крај свега.
- 6. Свет је безосећајан и индиферентан према појединцу и његовој судбини.